# Mungapdo
Mungapdo är en ö i Sydkorea.   Den ligger i provinsen Incheon, i den nordvästra delen av landet, 90 km sydväst om huvudstaden Seoul. Arean är 3,5 kvadratkilometer.